# 殿町出入口

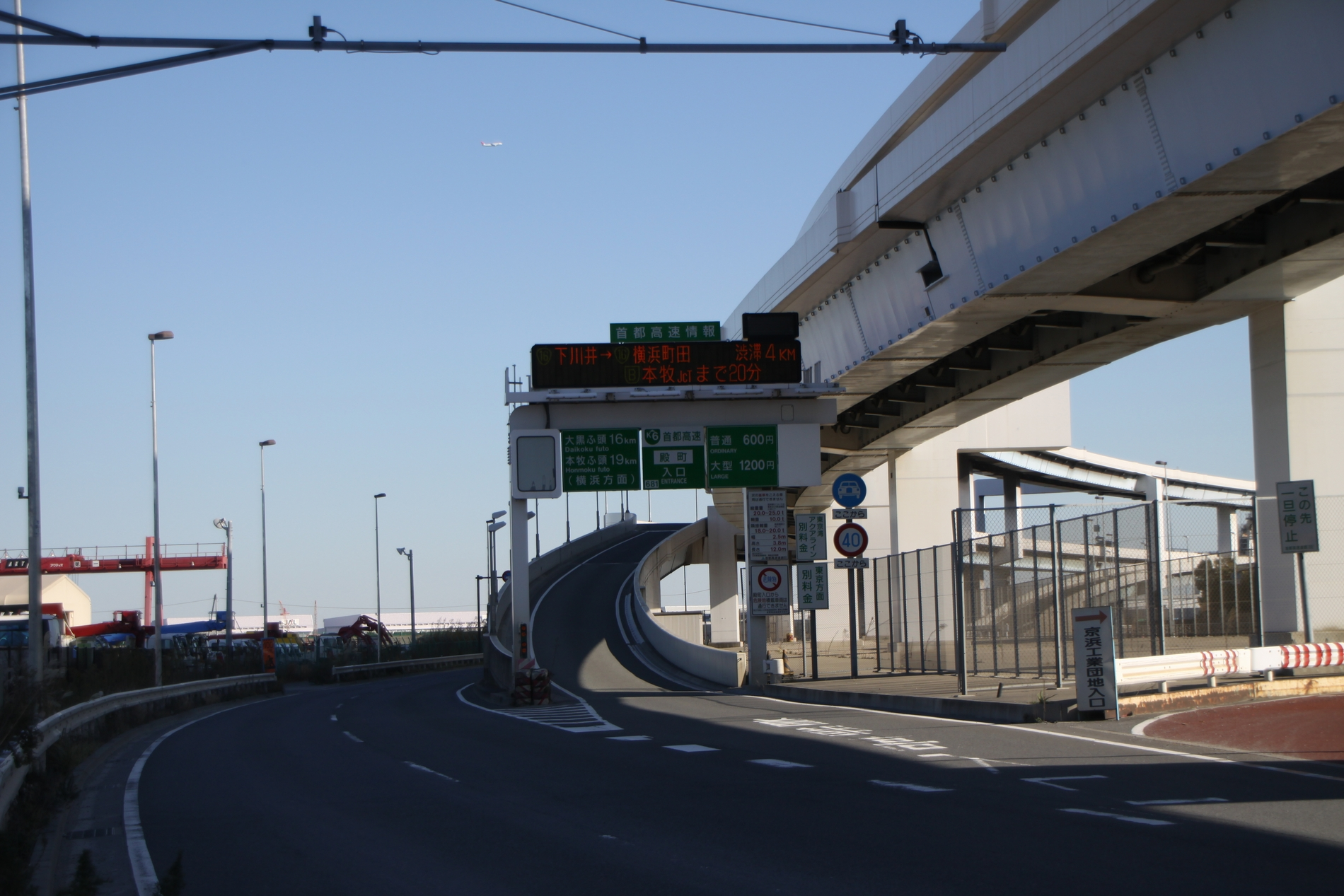
殿町入口

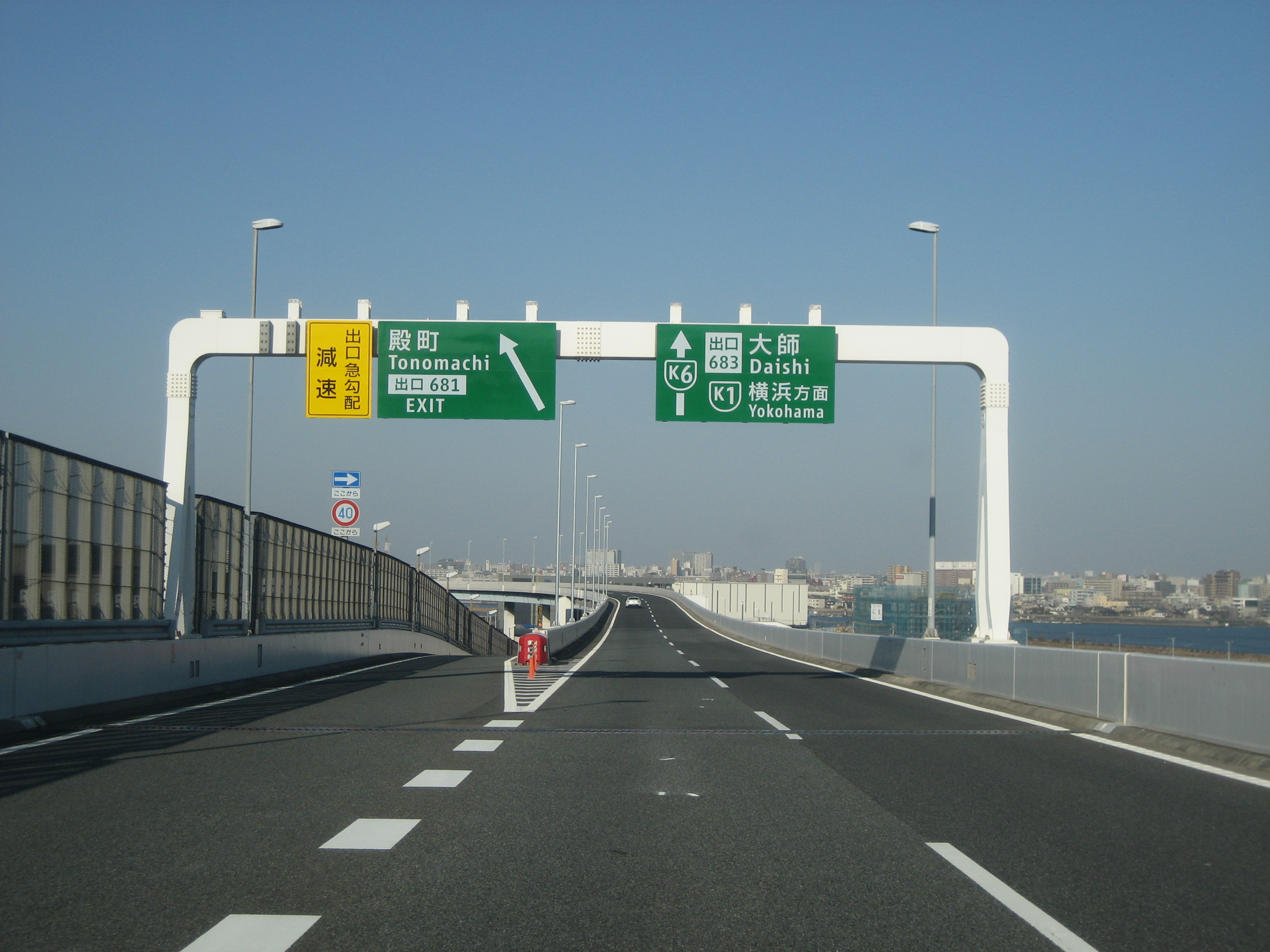
出口付近

殿町出入口（とのまちでいりぐち）は、神奈川県川崎市川崎区にある首都高速神奈川6号川崎線の出入口である。川崎浮島JCT方面の出入口のみが利用可能のハーフインターチェンジである。
なお、危険物積載車両は通行できない。これは川崎浮島JCTの先の首都高速湾岸線に川崎航路トンネル・多摩川トンネル、東京湾アクアラインに東京湾アクアトンネルという海底トンネルが存在する為である。

## 接続道路
- 国道409号

## 歴史
- 2002年4月30日 : 殿町出入口-川崎浮島JCT間開通に伴い供用開始
- 2010年10月20日 : 大師JCT-殿町出入口間開通

## 周辺
- 小島新田駅（京急電鉄大師線）
- 川崎貨物駅（日本貨物鉄道東海道貨物線、神奈川臨海鉄道浮島線・千鳥線）
- キングスカイフロント
- 多摩川スカイブリッジ - 東京国際空港（羽田空港）方面

## 隣
首都高速神奈川6号川崎線
(683)大師出入口/JCT - (681)殿町出入口 - 川崎浮島JCT